# Deltocephalus fletcheri
Deltocephalus fletcheri är en insektsart som beskrevs av Singh-pruthi 1930. Deltocephalus fletcheri ingår i släktet Deltocephalus och familjen dvärgstritar. Inga underarter finns listade i Catalogue of Life.